# Скотт, Джилл (футболистка)
Джилл Луиз Скотт (англ. Jill Louise Scott, 2 февраля 1987) — английская футболистка, выступавшая на позиции полузащитника в составе национальной сборной Англии. Бронзовый призёр чемпионата мира 2015, победительница чемпионата Европы 2022, серебряный призёр чемпионата Европы 2009 и участница двух летних Олимпиад (летних Олимпийских игр 2012 и летних Олимпийских игр 2020).

## Достижения

### Клубные
Эвертон
- Обладательница Кубка Премьер-Лиги[англ.] (1): 2007/2008[англ.]
- Обладательница Кубка Англии (1): 2009/2010[англ.]

Манчестер Сити
- Победительница Чемпионата Англии (1): 2016[англ.]
- Обладательница Кубка Англии (3): 2016/2017[англ.], 2018/2019[англ.], 2019/2020[англ.]
- Обладательница Кубка лиги[англ.] (3): 2014[англ.], 2016[англ.], 2018/2019[англ.]

### В составе сборной
Сборная Англии:
- Бронзовая призёрка чемпионата мира: 2015
- Чемпионка Европы: 2022
  - Финалистка чемпионата Европы: 2009
    - Полуфиналистка (3-4 место) чемпионата Европы: 2017
- Обладательница Кубка Кипра (3): 2009, 2013[англ.], 2015[англ.]